# Сокологорский, Владимир Яковлевич
Владимир Яковлевич Сокологорский (1907, село Сары, Гадячский уезд, Полтавская губерния, Российская империя — 18 января 1991, Покровск, Донецкая область) — начальник строительного управления № 8 треста «Красноармейскшахтострой» Министерства строительства предприятий угольной промышленности Украинской ССР, Донецкая область. Герой Социалистического Труда (1957).

## Биография
Родился в 1907 году в крестьянской семье в селе Сары (сегодня — Гадячский район Полтавской области). С 1927 года трудился десятником строительного цеха Гродовского рудника. В последующем — техник-нормировщик, начальник планового и производственно-технического отделов, начальник строительного цеха, руководитель сметно-договорной группы. С 1941 года участвовал в Великой Отечественной войне. Воевал командиром сапёрного батальона.
С 1943 года после освобождения Донбасса восстанавливал разрушенное шахтное производство. С 1945 года — начальник строительства шахт № 38, 42, 44, «Водяная» и «Белицкая» в Курахове. Член КПСС. С 1954 года — начальник строительного управления № 8 треста «Красноармейскшахтострой».
Руководил строительством промышленных и социальных объектов шахты «Белицкая» и посёлка Белицкое. Под его руководством коллектив треста досрочно выполнил социалистическое соревнование и плановые задания первого года Шестой пятилетки (1956—1960).
Указом Президиума Верховного Совета СССР «О присвоении звания Героя Социалистического Труда работникам строительства предприятий угольной про¬мышленности Украинской ССР» от 26 апреля 1957 года удостоен звания Героя Социалистического Труда за «выдающиеся успехи в деле строительства предприятий угольной промышленности» с вручением ордена Ленина и золотой медали «Серп и Молот».
В 1961 году вышел на пенсию. С 1968 года — персональный пенсионер союзного значения. Проживал в Красноармейске (сегодня — Покровск). Умер в январе 1991 года.

## Награды
- Герой Социалистического Труда
- Орден Ленина
- Орден Трудового Красного Знамени (16.09.1952)